# Jordan Yamoah
Jordan Yamoah (* 30. September 1993) ist ein ehemaliger ghanaischer Leichtathlet, der sich auf den Stabhochsprung spezialisiert hat.

## Sportliche Laufbahn
Erste internationale Erfahrungen sammelte Jordan Yamoah, der ein Studium an der Texas A&M University–Kingsville in den Vereinigten Staaten absolvierte, bei den Afrikaspielen 2015 in Brazzaville, bei denen er mit übersprungenen 5,20 m die Silbermedaille hinter dem Algerier Hichem Khalil Cherabi. Im Jahr darauf gewann er dann bei den Afrikameisterschaften in Durban mit 5,00 m die Bronzemedaille hinter Cherabi und Mohamed Amin Romdhana aus Tunesien. 2021 beendete er dann seine aktive sportliche Karriere im Alter von 28 Jahren.